# Michael Rodrigues
Michael Rodrigues est un surfeur professionnel brésilien né le 3 novembre 1994 à Florianópolis, au Brésil. Il intègre pour la première fois le circuit d'élite de la World Surf League en 2018.

## Palmarès et résultats

### Saison par saison
- 2011
  - 2e du Billabong Surf Eco Festival à Salvador (Brésil)

- 2014
  - 1er du Oceano Santa Catarina Pro14 à Florianópolis (Brésil)

- 2016
  - 2e du Pantín Classic Galicia Pro à Pantín (Espagne)

- 2017 :
  - 2e du Pull&Bear Pantín Classic Galicia Pro à Pantín (Espagne)
  - 2e du Azores Airlines Pro à São Miguel (Açores)

### Classements
| Année             | 2011 | 2013 | 2014 | 2015 | 2016 | 2017 | 2018 |
| ----------------- | ---- | ---- | ---- | ---- | ---- | ---- | ---- |
| Qualifying Series | 373e | 239e | 57e  | 17e  | 31e  | 11e  | 42e  |
| Championship Tour |      |      |      |      |      |      | 15e  |